# Alf Svensson
Alf Robert Olof Svensson (ur. 1 października 1938 w Götlunda w gminie Skövde) – szwedzki polityk, były poseł do Riksdagu, deputowany do Parlamentu Europejskiego VII kadencji. Przez ponad trzydzieści lat przewodniczący Chrześcijańskich Demokratów.

## Życiorys
Ukończył w 1963 studia magisterskie z zakresu języka szwedzkiego i historii na Uniwersytecie w Lund. Przez dziesięć lat pracował jako asystent na uczelni. Opublikował trzy pozycje książkowe poświęcone głównie współczesnej polityce.
W latach 1966–1970 był radnym miejskim w Grännie, następnie do 1985 i ponownie w latach 1988–1991 radnym miasta Jönköping. W okresie 1973–1991 zasiadał w radzie regionu Jönköping.
W 1970 został przewodniczącym organizacji młodzieżowej chadeków. W 1973 stanął na czele Kristdemokraterny. Partii tej przewodniczył nieprzerwanie przez 31 lat, ustępując w 2004 na rzecz swojego zastępcy, Görana Hägglunda. Pomiędzy 1985 a 1988 po raz pierwszy sprawował mandat posła do szwedzkiego parlamentu. Do Riksdagu ponownie został wybrany w 1991, zasiadał w nim do 2009. W latach 1991–1994 był ministrem współpracy międzynarodowej i rozwoju oraz wiceministrem spraw zagranicznych w koalicyjnym centroprawicowym rządzie Carla Bildta. W wyborach europejskich w 2009 Alf Svensson uzyskał mandat posła do Europarlamentu z ramienia Chrześcijańskich Demokratów.
Należy do zwolenników ścisłej integracji Szwecji z Unią Europejską, opowiada się m.in. za przystąpieniem do Unii Gospodarczej i Walutowej.